# Walschutzgebiet

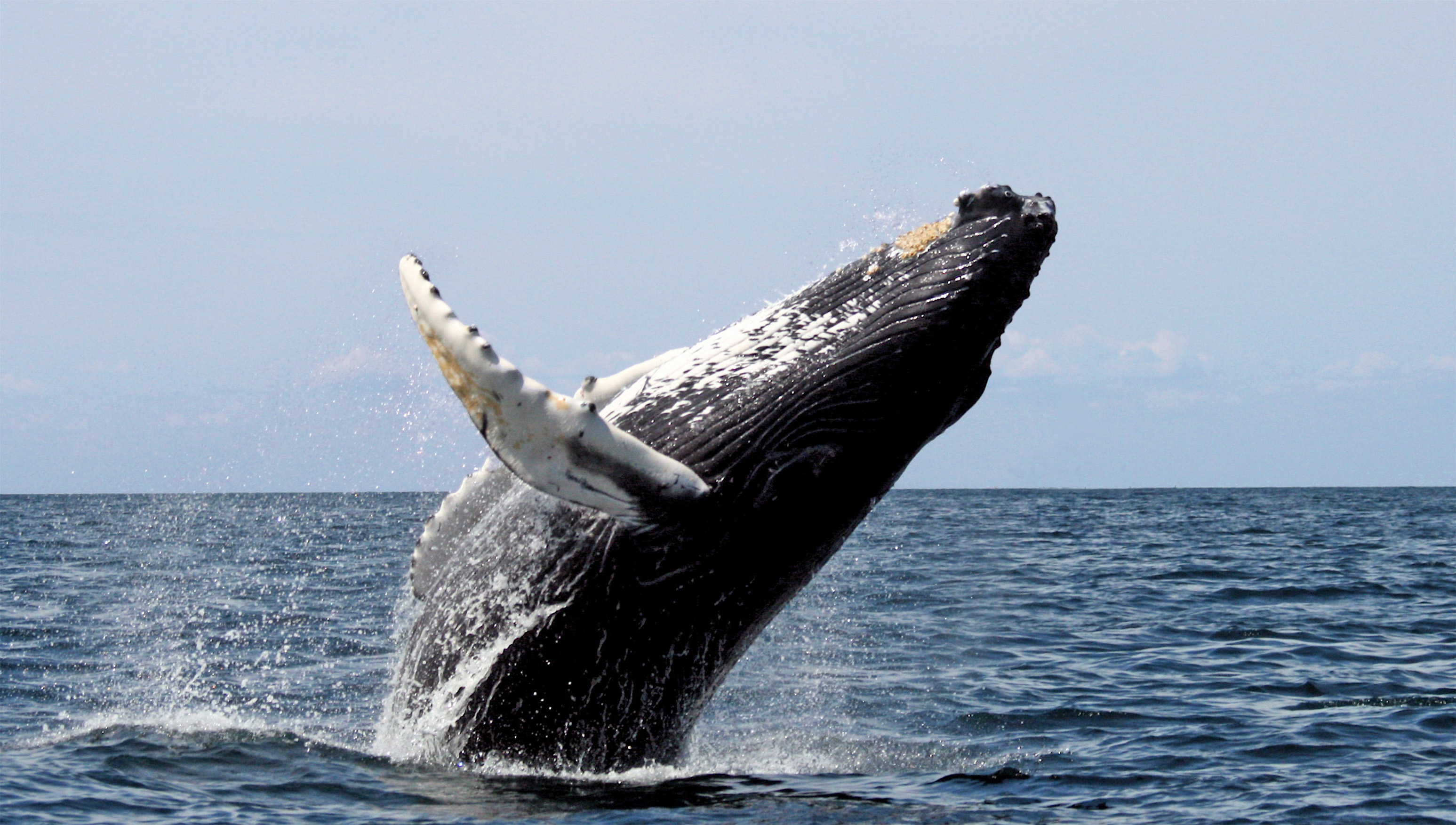
Springender Buckelwal in Stellwagen Bank

Als Walschutzgebiete werden teilweise Meeresschutzgebiete bezeichnet, in denen hauptsächlich Wale geschützt werden sollen.
Schutzgebiete für Wale sollen den Meeressäugern die Möglichkeit bieten, sich in weitläufigen Meeresregionen ungestört zu ernähren, sich zu vermehren und sich von Bejagung und erhöhter Umweltverschmutzung zu erholen.
Schutzgebiete haben eine sehr positive Signalwirkung. Ihr Wert liegt nicht nur im Jagdverbot, sondern auch im kontrollierten Fischen, strikt geregelten Schiffsverkehr, Verbot von Militärmanövern und Mülldeponien, sauberen Küsten, geregeltem
Whale-Watching.

## Indischer Ozean
1979 entstand auf Antrieb der Internationalen Walfangkommission (IWC) im Indischen Ozean ein Walschutzgebiet, das vor allem zur Erhaltung der Blauwale beitragen soll, da die Tiere ihre Jungen im Indischen Ozean aufziehen.

## Southern Ocean Whale Sanctuary
1994 wurden die Gewässer rund um die Antarktis mindestens bis zum 60. Breitengrad, teilweise aber auch weiter nördlich gelegene Gebiete bis 55° oder 40° Süd, von der IWC zum Antarktischen Schutzgebiet erklärt. (Southern Ocean Whale Sanctuary) Das Gebiet erstreckt sich über eine Fläche von 50 Millionen Quadratkilometer. Dreiviertel der wichtigen Nahrungsgebiete der Wale sind damit geschützt. Das Schutzgebiet soll den Beständen an Blau-, Finn-, Buckel- und Seiwalen zur Erholung verhelfen.
1998 schlugen Australien und Neuseeland erstmals das Südpazifische Walschutzgebiet vor. Brasilien setzt sich für ein Schutzgebiet im Südatlantik ein. Zwar stand die Einrichtung eines Walschutzgebietes im Südpazifik und im Südatlantik auf den drei Konferenzen der IWC in London (2001), Shimonoseki (2002) und Berlin (2003) auf der Agenda, doch die erforderliche Mehrheit für ein neues Schutzgebiet kam nicht zustande.

## Heiligtum der Wale
Das Heiligtum der Wale, ein in Europa gelegenes Walschutzgebiet findet sich im korso-liguro-provenzalischen Sektor des Mittelmeers. Der Schutzgebietsvertrag wurde von Frankreich, Italien und Monaco beschlossen und trat im Jahr 2002 in Kraft.

## Walschutzgebiet in der Deutschen Nordsee
Bereits im Dezember 1999 richtete die Landesregierung von Schleswig-Holstein ein Walschutzgebiet in der Deutschen Nordsee vor den Inseln Sylt und Amrum ein. Dieses erste offizielle Walschutzgebiet Europas erweitert den seit 1985 bestehenden Nationalpark Schleswig-Holsteinisches Wattenmeer bis zur 12 Seemeilengrenze nach Westen. Schutzzweck ist vor allem die Bewahrung eines wichtigen Kalbungsgebietes des Nordseebestandes von Schweinswalen (Phocoena phocoena) und eines winterlichen Rastgebietes von großen Beständen der Trauerente (Melanitta nigra).

## Meeresschutzgebiet Hawaii
Im Pazifik entsteht bei Hawaii das größte Meeresschutzgebiet der Welt. Dabei soll ein 2250 Kilometer langes und 160 Kilometer breites Archipel unter die Verwaltung der Behörde für Meeres- und Klimaforschung (NOAA) gestellt werden. Der 362.000 Quadratkilometer große Archipel im Nordwesten von Hawaii besteht größtenteils aus unbewohnten Inseln, Atollen und Korallenriffen. NOAA-Chef Conrad Lautenbacher ist überzeugt davon, dass durch das Schutzgebiet die Vielfalt der mehr als 7000 verschiedenen Arten erhalten werden kann – rund ein Viertel davon kommt nirgends sonst auf der Welt vor.
Gleichzeitig ist dieses Gebiet vom größten Müllstrudel der Erde bedroht. Er befindet sich etwa 1.000 km nördlich von Hawaii und wächst seit Jahren. Bisher haben sich etwa 100 Millionen Tonnen Plastikabfälle in diesem Strudel angesammelt. Wind und Strömungen treiben diese schwimmende Müllhalde in einem riesigen Wirbel auf dem Ozean im Kreis. Wenn sich die Strömungsverhältnisse ändern, wird er das neue Meeresschutzgebiet erreichen und viele Tiere töten. Der Wirbel ist etwa so groß wie Texas. Auf ein Kilogramm Plankton kommen hier sechs Kilogramm Plastik.

## Sea Lion Easterly
Das Sea Lion Easterly ist ein Naturreservat im Südatlantik, das unter der Federführung der Stiftung Antarctic Research Trust (ART) und der Hilfe von Schutzorganisationen wie beispielsweise OceanCare gegründet wurde. Die Falklandinseln sind Heimat von Millionen von Seevögeln und Meeressäugern. Die seit über 150 Jahren andauernde Besiedlung durch den Menschen hat jedoch dazu geführt, dass der Lebensraum vieler Tier- und Pflanzenarten durch Bewirtschaftung zerstört wurde. ART hat vier Inseln käuflich erworben, unter anderem Sea Lion Easterly, auf der die zweitgrößte See-Elefantenkolonie der Falklandinseln zu finden ist.

## Weltpark für Wale
Seit einigen Jahren laufen Bemühungen für die Einrichtung neuer Walschutzgebiete mit dem Endziel eines Weltparks für Wale, was einem permanenten Walfangmoratorium entsprechen würde. Der Grund für diese Bemühungen ist, dass abgesehen von den Umweltbedrohungen die größte Bedrohung für die Walpopulationen dieser Welt die Möglichkeit ist, dass irgendwann in Zukunft der kommerzielle Walfang auf legaler Grundlage wieder aufgenommen werden darf. In der Vergangenheit war der kommerzielle Walfang dafür verantwortlich, dass zahlreiche Walarten fast ausgerottet wurden.
Im Jahre 2004 schlug Japan auf einer Sitzung der IWC vor, die Walschutzgebiete aufzuheben und die Jagd auf Wale wieder zu erlauben. Doch fand sich dafür nicht die erforderliche Dreiviertel-Mehrheit (es gab 25 Ja-Stimmen und 30 Nein-Stimmen bei zwei Enthaltungen).
Trotz aller internationalen Gesetze, Verpflichtungen und Verbote hat Japan die Jagd auf Wale im Walschutzgebiet der Antarktis nie aufgegeben. Japan nutzt ein Schlupfloch in den IWC Charta, das es erlaubt, zum Zwecke der wissenschaftlichen Forschung zu jagen. Die japanische Regierung behauptet, dass die Wale ausschließlich zu wissenschaftlichen Zwecken getötet werden. Das Walfleisch der erlegten Tiere wird jedoch auf Fischmärkten in Japan verkauft. Der Fang der Saison vom 5. Dezember 2005 bis zum 6. März 2006 im Walschutzgebiet der Antarktis ergab ein Ergebnis von 856 Zwergwalen und 10 der bedrohten Finnwale.
In der Saison 2007–2008 plante Japan sogar 935 Zwergwale und 50 Finnwale für wissenschaftliche Zwecke zu fangen. Damit setzt sich das Land erheblicher internationaler Kritik aus. Biologen weisen darauf hin, dass man zu den gleichen Forschungsergebnissen gelangt, ohne die Wale zu töten.